# Лопот (герб)
Лопот (пол. Łopot, Abszlang) — польский дворянский герб.

## Описание
В красном поле две рукоятки от сабель, расположенные в виде Андреевского креста. Над шлемом три страусовых пера. Герб этот происхождения литовского..

## Герб используют
Bortnowski, Bykowski, Bzykowski, Dubicki, Hołyński, Łopata, Łopatka, Łopatko, Łopato, Łopatto, Łopatyński, Łopetko, Łopot, Łopott, Machwed, Ostałowski, Ptaszewicz, Tudorowski, Wytyza